# Иванка Павловић
Иванка Павловић (девојачко презиме Марковић, Београд, 20. мај 1925 — Београд, 14. април 2010), била је српски преводилац са француског језика на српски.

## Биографија
Матурирала је у IV женској гимназији у Београду 1944, а студирала и 1952. дипломирала на Правном факултету у Београду, где је на ондашњем Филозофском факултету студирала две године и француски језик и књижевност. Радила је од 1947. у Одељењу за штампу Француске амбасаде и Француском културном центру, а од 1961. двадесет година у Одсеку за културу Француске амбасаде.

У Удружењу књижевних преводилаца Србије и југословенском савезу деловала је од самог почетка, скоро шездесет година. Секретар Удружења била је 1963-1964, а председник 1982-1985. Секретар Савеза књижевних преводилаца Југославије била је 1965-1966, члан Управе тога савеза 1966-1969, а председник Савеза 1986-1990. Члан Уређивачког одбора часописа Мостови била је од првог броја, 1970. године.

## Награде и признања
За свој допринос француско-југословенској културној сарадњи и књижевним везама одликована је 1972. године орденом Витеза Легије части. За превод романа Црна мена Маргерит Јурсенар добила је награду „Милош Н. Ђурић“ за најбоље преводилачко остварење у 1974. години. О томе сведочи и изјава Добриле Стошић, такође истакнутог преводиоца, да „на прво и веома истакнуто место међу свим преводима с француског језика свакако долази та књига по садржини као и по блиставом преводу“. Награду за животно дело Удружење књижевних преводилаца Србије доделило јој је 1991. године. Добитник је и Златне повеље франкороманиста из Фонда Маргерите Арнаутовић. Иванка Павловић нашла се међу првих 258 уметника којима је Влада Републике Србије 2007. године доделила посебно признање за врхунски допринос националној култури у Републици Србији. Била је члан и Удружења научних и стручних преводилаца Србије и носилац специјалне Плакете за дугодишњи активан допринос развоју овог удружења, односно за успешну пословну сарадњу.

## Важнији преводи
- Албер Ками: Лето (Нолит, Београд, 1956)
- Андре Жид: Плодови и Нови плодови (Свјетлост, Сарајево, 1958)
- Жил Верн: Чудновати доживљаји експедиције Барсак (Рад, Београд, 1960)
- Жил Верн: Тајанствено острво – са Каћом Самарџић (Просвета, Београд, 1963)
- Ежен Јонеско: Ћелава певачица (СКЗ, Београд, 1965)
- Маргерит Јурсенар: Хадријанови мемоари (Нолит, Београд, 1965)
- Себастјен Жаприсо: Купе убица (Југославија, Београд, 1967)
- Путевима фантастике. Антологија француске фантастике (прир. Зоран Мишић, Нолит, Београд, 1968)
- Анри Шаријер: Лептир („Papillon“) – са Добрилом Стошић (Свјетлост, Сарајево, 1970)
- Пјер Мабиј: Огледало чудесног (Нолит, Београд, 1973)
- Маргерит Јурсенар: Црна мена (Нолит, Београд, 1974)
- Борис Вијан: Вадисрце (БИГЗ, Београд, 1977)
- Робер Дешарн: Дали (Југославија, Београд, 1977)
- Маргерит Јурсенар: Докрајчење. Данак нади (Нолит, Београд, 1990)
- Робер Мандру: Опседнутост ђаволом и враџбине у XVII веку: необјављени текстови (КЗ Новог Сада, Нови Сад, 1988)
- Мишел Турније: Гашпар, Мелкиор и Валтазар (СКЗ, Београд, 1991)
- Жак Ле Гоф: Настанак чистилишта (Издавачка књижарница Зорана Стојановића, Сремски Карловци-Нови Сад, 1992)
- Фернан Бродел: Списи о историји – са Бранком Јелићем и Ксенијом Јовановић (СКЗ, Београд, 1992)
- Ежен Јонеско: Ћелава певачица. Столице (Лапис, Нови Сад, 1994)
- Жан Калвин: Наук хришћанске вере (Издавачка књижарница Зорана Стојановића, Сремски Карловци - Нови Сад, 1996)
- Наталија Обреновић: Моје успомене (СКЗ, Београд, 1999)
- Жак Ле Гоф: Средњовековно имагинарно. Огледи (Издавачка књижарница Зорана Стојановића, Нови Сад, 1999)
- Кристијан И. М. Кербул: Константин и крај античког света – са Вером Павловић (Светови, Нови Сад, 1998)
- Филип Лово: Велике савремене демократије (Издавачка књижарница Зорана Стојановића, Сремски Карловци - Нови Сад, 1999)
- Рејмон Кено: Цветак незаборавак (Плато, Београд, 2001)
- Луј-Фердинанд Селин: Од замка до замка (АЕД Студио, Београд, 2004)
- Луј-Фердинанд Селин: Север (АЕД студио, Веоград, 2005)
- Анри Мишо: Варварин у Азији (АЕД студио, Београд, 2006)
- Марсел Швоб: Имагинарне биографије (АЕД студио, Београд, 2006)
- Ежен Јонеско: Носорог. Столице (Паидеја, Београд, 2008)
- Жан-Мари Гистав ле Клезио: Теrrа amata – са Вером Павловић, ИПС Медиа, Београд, 2010), и др.

Преводила је драме за извођење у позоришту, на радију и телевизији (Алфред Жари: Краљ Иби или Пољаци. Драма у пет чинова, Атеље 212, Београд, 1964; Жан Кокто: Писаћа машина, Југословенско драмско позориште, Београд, 1964; Жан Жироду: Интермецо, Радио Београд, 1964; Ежен Јионеско, Ваздушни пешак, Радио Београд, 1965; Самјуел Бекет: Комедија, Атеље 212, Београд, 1965; Пјер Корнеј: Позоришне илузије, Југословенско драмско позориште, Београд, 1991. итд.), као и књижевна дела домаћих писаца (углавном драме) на француски језик (Бранислав Нушић: Ожалошћена породица и Госпођа министарка; Мирослав Крлежа: Адам и Ева; Брана Црнчевић: Девојка са три оца; Иван В. Лалић: Мајстор Хануш; Александар Поповић: Смртоносна мотористика; Милан Беговић: Без трећег, и др.).